# Docetaxel
Docetaxel (Handelsname Taxotere®, Hersteller: Sanofi-Aventis, sowie viele Generika) ist ein Zytostatikum aus der Gruppe der Taxane. Docetaxel ist strukturell ein Abkömmling des Paclitaxels und wird halbsynthetisch aus in der Europäischen Eibe vorkommenden Vorläuferstoffen hergestellt.

## Synthese
Das erste Taxan Paclitaxel (Taxol) wurde aus der Rinde der Pazifischen Eibe (Taxus brevifolia) isoliert. Da diese Baumart jedoch zu den am langsamsten wachsenden Bäumen der Welt gehört, gab es Bemühungen, aus anderen Pflanzen Grundstoffe für die Taxan-Synthese zu gewinnen. Es gelang, aus der in wesentlich größeren Mengen verfügbaren Europäischen Eibe (Taxus baccata) die Substanz 10-Deacetyl-Baccatin III (10-DAB-III) zu isolieren, die nach Veresterung das halbsynthetische Taxan Docetaxel ergibt.

## Mechanismus
Docetaxel fördert die Stabilisierung von Mikrotubuli, indem es den Zusammenbau von Mikrotubuli-Dimeren zu Mikrotubuli fördert und die Depolymerisation verhindert, wodurch Zellen im G2- und M-Stadium blockiert und die Mitose und Proliferation von Krebszellen gehemmt wird.
Seine pharmakologischen Wirkungen sind stärker als die von Paclitaxel, mit der dreifachen intrazellulären Konzentration und langen Verweildauer in der Zelle sowie der doppelten Mikrotubuli-Affinität; Als Mikrotubuli-Stabilisator und Assemblierungsförderer ist seine Aktivität doppelt so hoch wie die von Paclitaxel; Als Inhibitor der Mikrotubuli-Depolymerisation ist seine Aktivität ebenfalls doppelt so hoch wie die von Paclitaxel.

## Wirkung
Die zytostatische Wirkung von Docetaxel beruht auf seiner Bindung an den Mikrotubuli-Apparat. Dadurch kommt es zur Stabilisierung der Mikrotubuli und zur Blockierung der Mitose der Zelle. Docetaxel wird hepatisch metabolisiert (über die Leber verstoffwechselt).

## Anwendungsgebiete
Docetaxel findet Anwendung bei der Behandlung von Brustkrebs (Mammakarzinom), nicht-kleinzelligen Bronchialkarzinomen (Lungenkrebs), Prostatakarzinomen, Ovarialkarzinomen (Eierstockkrebs), Magenkarzinomen und Kopf-Hals-Tumoren.

## Nebenwirkungen
Hauptnebenwirkungen sind Neuropathie, Blutbildungsstörungen (Neutropenie, Anämie, Thrombozytopenie) bzw. Leberfunktionsstörungen. Nachdem die Europäische Arzneimittel-Agentur (EMA) vermehrt Meldungen über neutropenische Enterokolitis unter Behandlung mit Docetaxel bekommen hatte, hat der Ausschuss für Pharmakovigilanz die Sicherheit des Medikaments neu bewertet. Diese Nebenwirkung, bei der es zu einer schwerwiegenden Entzündungsreaktion im Darm kommt, ist bereits als «selten» in der Fach- und Gebrauchsinformation eingestuft, das heißt, sie tritt bei weniger als 1 von 1000 behandelten Patienten auf. Abschließend kam der Ausschuss zu dem Ergebnis, dass es keine Neueinstufung geben wird.